# Sphenostemonaceae
Sphenostemonaceae er en familie med  én slægt og 10 arter, som findes på Ny Guinea, Ny Kaledonien og i Australien. Det er stedsegrønne buske eller træer med næsten modsatte, hele blade, som har tandet rand og korte stilke. Blomsterne har bægerblade og kronblade siddende korsvist modsat. Frugten er et bær.